# Jonathan Janson
Jonathan Janson (* 5. Oktober 1930 in London; † 29. November 2015) war ein britischer Segler.

## Erfolge
Jonathan Janson war zweimal Teilnehmer an Olympischen Spielen in der Drachen-Klasse. Bei den Olympischen Spielen 1956 in Melbourne war er neben Ronald Backus Crewmitglied des britischen Bootes Bluebottle von Skipper Graham Mann. Mit 4547 Punkten beendeten sie die Regatta hinter dem schwedischen Boot um Folke Bohlin und dem von Ole Berntsen geführten norwegischen Boot auf dem dritten Platz, womit sie die Bronzemedaille erhielten. 1960 in Rom schloss er als Crewmitglied der Salamander unter Skipper Mann die Regatta auf dem siebten Platz ab.